# Iliești (okręg Gorj)
Iliești – wieś w Rumunii, w okręgu Gorj, w gminie Ionești. W 2011 roku liczyła 510 mieszkańców.